# ريتشل ماري بارسونز
ريتشل ماري بارسونز (بالإنجليزية: Rachel Parsons) (1885-1956) هي مهندسة ومناصرة لحقوق عمل المرأة، وكانت رئيسة مؤسسة لجمعية الهندسة النسائية في بريطانيا في 23 يونيو 1919.

## النشأة
وُلدت ريتشل ماري بارسونز في عام 1885، لوالدها السير تشارلز ألغرنون بارسونز وزوجته كاثرين (المتوفاة عام 1933)، ابنة وليام فروغات بيثيل من رايز بارك، التابعة لمقاطعة شرق يوركشير. قُتل شقيقها ألغرنون جورج (تومي) (المولود عام 1886 أو 1887) في 28 أبريل 1918 عندما كان رائدًا في مدفعية الميدان الملكية. تعزز اهتمامها واستعدادها للهندسة والعلوم منذ سن مبكرة بفضل الإرث الهندسي في عائلتها، الذي تضمن جدتها ماري روس وجدها وليام بارسونز، إيرل روس الثالث. اخترع والدها التوربين البخاري وطور أعمالًا هندسية دولية ناجحة. عاشت العائلة في منطقة تاينسايد (إلفاستون هول، وريتون، وهولين هول، وويلام) ولاحقًا في مقاطعة نورثمبرلاند (راي ديمن، وكيركوالبنتون).
تلقت ريتشل تعليمها في مدرسة نيوكاسل الثانوية، ومدرسة ويكمب آبي، ومدرسة كلارنس هاوس (مايو 1899-أبريل 1900)، وأخيرًا في مدرسة رودين منذ عام 1900 حتى عام 1903. في عام 1910، التحقت بكلية نيونهام في جامعة كامبريدج، وكانت واحدة من أول ثلاث نساء يدرسن العلوم الميكانيكية هناك، على الرغم من أنها مثلها مثل جميع النساء في تلك الفترة حتى عام 1948، لم تتمكن من التخرج بشهادة علمية أو أن تصبح عضوًا كامل العضوية في الجامعة. ومع ذلك، تمكنت من إضافة المعرفة النظرية إلى المهارات العملية التي كانت قد اكتسبتها بالفعل في مصنع والدها. غادرت في عام 1912 بعد أن اجتازت الامتحان التمهيدي للجزء الأول من امتحان ترايبوس وامتحان التأهيل في العلوم الميكانيكية في عام 1911.
عندما اندلعت الحرب العالمية الأولى، حلت ريتشل محل شقيقها مديرة في مجلس إدارة شركة والدهما، بارسونز للتوربينات البخارية البحرية، الموجودة في مدينة والزند. أشرفت ريتشل، على نحو  خاص، على توظيف النساء وتدريبهن للحلول محل الرجال الذين غادروا للالتحاق بالقوات المسلحة. أصبحت ريتشل عضوًا رائدًا في المجلس الوطني للمرأة، وشنت حملة من أجل المساواة في التحاق الجميع بالمدارس والكليات التقنية، بصرف النظر عن نوع الجنس.

## الوفاة
عُثر عليها مقتولة في 2 يوليه 1956، وأُدين عامل الإسطبل دينيس جيمس برات، وهو موظف سابق، بتهمة القتل الخطأ، استنادًا إلى أسباب تتعلق بالاستفزاز.

## تخليد الذكرى
في عام 2017، أُطلق اسم ريتشل بارسونز على إحدى آلات حفر الأنفاق الست، التي كانت تحمل اسم «المجرى الفائق»، المستخدمة في مشروع نفق تيدواي تمز في لندن، وقد بدأ حفر الأنفاق من مدينة فولهام في عام 2018. اختيرت الأسماء من قائمة مرشحين نهائية عبر تصويت عام.